# بول ساس
بول ساس (بالإنجليزية: Paul Sass؛ مواليد 4 أغسطس 1988) هو مُقاتل فنون قتالية مختلطة أمريكي مُعتزل.

## وصلات خارجية
- بول ساس على موقع شيردوغ (الإنجليزية)
- بول ساس على موقع IMDb (الإنجليزية)